# Białe (województwo zachodniopomorskie)
Białe – osada w Polsce położona w województwie zachodniopomorskim, w powiecie szczecineckim, w gminie Szczecinek.